# Höhensiedlung Velem-Szentvid

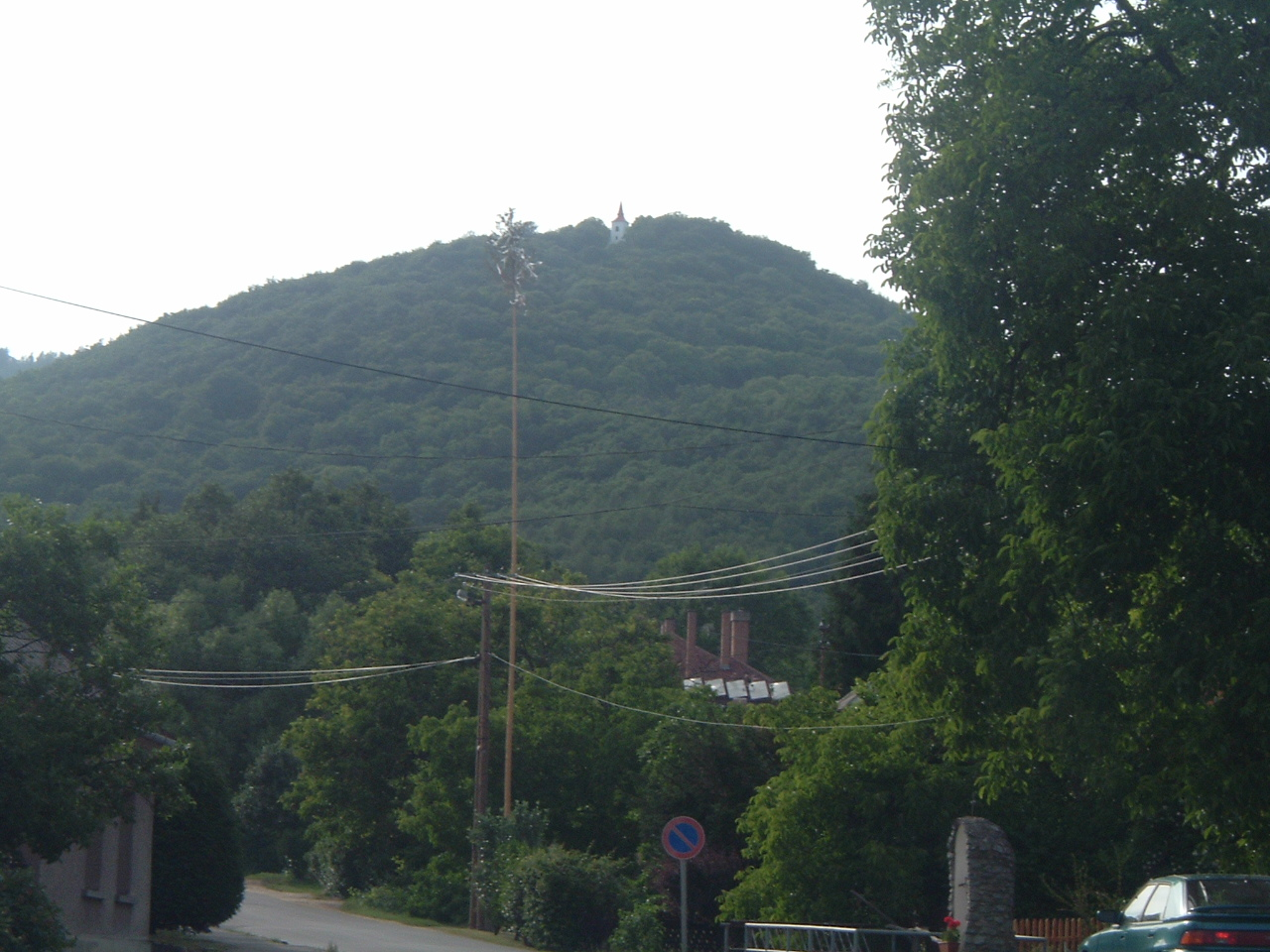
St. Veitsberg bei Velem

Die Höhensiedlung Velem-Szentvid ist eine latènezeitliche Siedlung auf dem Sankt-Veitsberg (Szentvid-hegyi) in der ungarischen Stadt Velem (dt. St. Veit im Komitat Vas), 6 km südwestlich von Kőszeg (Güns) entfernt im Günser Gebirge (Kőszegi-hegység). Der Ort liegt im Gebiet des Naturparks Geschriebenstein-Írottkő.
Velem-Szentvid wurde seit dem Neolithikum (Jungsteinzeit; 5500 bis 2200 v. Chr.) besiedelt, war in der späten Bronzezeit (1300 bis 800 v. Chr.) ein Zentrum der Bronzeherstellung und -verarbeitung und schließlich in der Latènezeit (480 v. Chr. bis um Christi Geburt) ein wichtiges europäisches Eisen-Handelszentrum. Mit den zeitgleichen Siedlungen Sopron-Várhely (Ungarn) und Burg in Schwarzenbach (Niederösterreich) stand Velem-Szentvid wahrscheinlich in enger Verbindung. Die Anwesenheit der Kelten seit der frühen Latènezeit wird durch Einzelfunde bestätigt, das Oppidum (befestigte, stadtartig angelegte Siedlung) wurde in der späten Latènezeit gegründet.

## Grabungsgeschichte
Seit 1896 fanden Ausgrabungen auf dem Sankt-Veitsberg statt, zuerst auf Betreiben von Kálmán Miske, der bereits einige Fundobjekte in seiner prähistorischen Privatsammlung aufbewahrt hatte. Diese Grabungen legten eine Höhensiedlung frei, die Miske in einer Buchreihe der Wissenschaft vorstellen wollte; lediglich der erste Band über die Oberflächenfunde ist erschienen. Diese ersten Grabungen endeten 1929.
Neue Grabungen von 1972 bis 1985 erfolgten im Auftrag des Savaria-Museums von Szombathely (dt. Steinamanger) speziell im Zeithorizont der spätbronzezeitlichen Siedlung; eine französisch-ungarische Grabungskampagne befasste sich zwischen 1988 und 1994 mit der Besiedelung in der Spätlàtenezeit.
Die Bedeutung der Siedlung für die keltische Oppida-Kultur wurde von Joseph Déchelette mit Bibracte auf dem Mont Beuvray in Frankreich, sowie den Oppida von Manching in Bayern, Heidetränk im Taunus (Hessen) und Stradonice in Tschechien gleichgesetzt, die seiner Meinung nach die Einheit der keltischen Welt zeigen.

## Archäologische Funde

### Befestigungsanlagen
Die Wallanlagen umfassen eine Fläche von rund 30 ha und sind in ovaler Form in Nordwest-Südost-Lage ausgerichtet. Am besten erhalten ist diese Anlage westlich der Kirche auf dem Sankt-Veitsberg. Die gesamte Oberstadt des Oppidums wird von den Wällen eingefasst, im Osten war vermutlich eine Toranlage, die sich zu der von der Siedlung beherrschten Ebene hin öffnete. Ein mögliches zweites im Westen gelegenes Tor in die Oberstadt wurde durch die rege mittelalterliche Bautätigkeit auf dem Bergplateau zerstört. Zwei Befestigungsmauern aus keltischer Zeit sind hier von diesem vermuteten Tor in Richtung des Passes, der den Sankt-Veitsberg mit dem Günser Gebirge verbindet, ergraben worden. Ob sie eine „Vorstadt“ geschützt haben, ist nicht mehr sicher feststellbar.
Einer der Wälle bestand nachweislich aus einem Balkenwerk als inneres Gerüst der Füllung sowie einer äußeren und inneren Mauerverblendung aus Trockensteinen (Blendmauern), ein für die Oppida-Anlagen in Mittel- und Osteuropa wichtiges Forschungsergebnis.

### Siedlungsanlage
Das Gelände innerhalb der Umwallungen zeigt, dass in der Latènezeit einige kleinere Terrassen zu einer großen durch Einebnung vereinigt worden waren. Durch Erodierung und spätere Erdarbeiten ist das ursprüngliche Niveau dieser Latène-Terrasse erheblich verändert. Datiert wird das eigentliche Oppidum in die Periode LT D1 (späte Latènezeit; 190 v. Chr. bis um Christi Geburt). Keramikfunde aus dieser keltischen Periode belegen die Datierung, eine spätere Weiterverwendung des Oppidums ist anzunehmen; wann es aufgegeben wurde, konnte bisher noch nicht festgestellt werden. Die Einwohner vom Volke der Boier wurden von den Römern in das von Kaiser Claudius gegründete Savaria umgesiedelt.
Aus älteren Grabungen stammen die reichhaltigen Metallfunde (Bronzeschmuck, Eisengerätschaften), die typisch für Oppidakulturen sind. Die meist unbemalten Keramikwaren entsprechen ostkeltischer Tradition. Die wichtigsten Fundgegenstände werden im Savaria-Museum Szombathely und im Naturhistorischen Museum Wien aufbewahrt.
Eine Lokalisierung des sicherlich vorhandenen Gräberfeldes des Oppidums ist bis 2012 noch nicht gelungen.

### Münzschatzfunde
Im Jahre 1899 wurde auf dem Sankt-Veitsberg ein keltischer Münzschatz in einem Tongefäß gefunden. Er bestand aus mehreren Münzen vom Velemer Typ mit unterschiedlichen Prägungen. Kálmán Miske entdeckte außerdem mehrere einzelne Münzen, davon 13 Velemer, 2 norische, 3 boische, sowie einige Kleinsilbermünzen lokaler Prägungen. Nach Stil, Prägeausführung und Gewicht ist der Fund in die erste Hälfte des 1. Jahrhunderts v. Chr. zu datieren. Das Tongefäß ging verloren, von den Münzen wurden elf Stück durch das Ungarische Nationalmuseum weiterverkauft.